# Liste der Monuments historiques in Rainville
Die Liste der Monuments historiques in Rainville führt die Monuments historiques in der französischen Gemeinde Rainville auf.

## Liste der Objekte
| Bezeichnung                  | Beschreibung                                       | Standort                       | Kennzeichnung | Schutzstatus | Datum | Bild |
| ---------------------------- | -------------------------------------------------- | ------------------------------ | ------------- | ------------ | ----- | ---- |
| Glocke                       | Bronze, 1778 gegossen                              | in der Kirche St-Marcel (Lage) | PM88000700    | Classé       | 1922  |      |
| Skulptur Heilige Barbara     | Stein, farbig gefasst, um 1500                     | in der Kirche St-Marcel (Lage) | PM88000702    | Classé       | 1960  |      |
| Skulptur Heiliger Antonius   | Stein, 16. Jahrhundert                             | in der Kirche St-Marcel (Lage) | PM88000705    | Classé       | 1964  |      |
| Skulptur Johannes der Täufer | Stein, farbig gefasst, Anfang des 16. Jahrhunderts | in der Kirche St-Marcel (Lage) | PM88000701    | Classé       | 1960  |      |
| Skulptur Heiliger Nikolaus   | Stein, Ende des 15. Jahrhunderts                   | in der Kirche St-Marcel (Lage) | PM88000704    | Classé       | 1960  |      |
| Skulptur Madonna mit Kind    | Stein, 15. Jahrhundert                             | in der Kirche St-Marcel (Lage) | PM88000699    | Classé       | 1908  |      |
| Skulptur Heilige Anna        | Stein, 16. oder 17. Jahrhundert                    | in der Kirche St-Marcel (Lage) | PM88000703    | Classé       | 1960  |      |